# Athlītikos Omilos Proodeutikī Neolaia
L'Athlītikos Omilos Proodeutikī Neolaia (in greco: Αθλητικός Όμιλος Προοδευτική Νεολαία, Club Sportivo Proodeftiki), noto come Proodeftiki, fondato 1927, è una società calcistica greca con sede a Nikaia. I colori ufficiali della squadra sono il granata e il bianco.

## Storia
Il Proodeftiki fondato l'11 Gennaio 1927. Il 1959-1960 Proodeftiki raggiunse la promozione in Super League, per la prima volta nella sua storia. 

## Partecipazioni ai campionati
- Stagioni nella Super League: 15
- Stagioni nella Football League: 29
- Stagioni nella Football League 2: 7
- Stagioni nella semifinale di Coppa di Grecia: 1959-1960, 1964-1965
- Stagioni nel quarti di finale della Coppa di Grecia: 1963-1964, 1982-1983, 2003-2004

## Palmarès

### Competizioni nazionali
- Gamma Ethniki: 1

2021-2022 (gruppo 6)
- Delta Ethniki: 1

2010-2011 (gruppo 9)

### Altri piazzamenti
- Coppa di Grecia:

Semifinalista: 1959-1960, 1964-1965
- Beta Ethniki:

Secondo posto: 1996-1997
Terzo posto: 2000-2001, 2001-2002
- Gamma Ethniki:

Secondo posto: 1991-1992 (gruppo 1), 2017-2018 (gruppo 6)